# Brad Evans
Brad Evans (Phoenix, Arizona, Estados Unidos, 20 de abril de 1985) es un futbolista estadounidense. Juega como centrocampista y su equipo actual es el Sporting Kansas City de la Major League Soccer de los Estados Unidos.

## Trayectoria
Evans jugó al fútbol universitario en la Universidad de California, UC Irvine Anteaters, y también con Orange County Blue Star en la USL Premier Development League. Como profesional, Evans ha pasado toda su carrera en la Major League Soccer de su país.
En 2008 Evans ayudó a Columbus Crew a lograr su primer título de la Copa MLS como centrocampista defensivo del equipo. El 26 de noviembre de 2008, Evans fue seleccionado por Seattle Sounders FC en la décima ronda de negociación del Proyecto de Expansión de la MLS 2008. Evans participó en el primer partido de los Sounders en la MLS contra el New York Red Bull.

## Clubes
| Club                    | País           | Año           |
| ----------------------- | -------------- | ------------- |
| Orange County Blue Star | Estados Unidos | 2004-2006     |
| Columbus Crew           | Estados Unidos | 2007-2008     |
| Seattle Sounders FC     | Estados Unidos | 2009-2017     |
| Sporting Kansas City    | Estados Unidos | 2018-presente |

## Selección de Estados Unidos

### Selecciones juveniles
Evans jugó en la Copa Mundial de Fútbol Sub-20 de 2005, siendo titular en la victoria de Estados Unidos 1-0 sobre Egipto en la fase de grupos.

### Selección mayor
Evans hizo su debut con la selección mayor jugando en un amistoso frente a El Salvador en febrero de 2010. Jugó su primer partido como titular el 29 de enero de 2013, cuando los Estados Unidos empataron sin goles en un amistoso frente a Canadá.
Jugó su primer partido oficial como titular en la victoria 2-1 de los Estados Unidos sobre Jamaica en la fase final de la clasificación al Mundial 2014. En ese partido también anotó su primer gol con su selección, dándoles la victoria a los norteamericanos en tiempo de descuento.
El 12 de mayo de 2014, Klinsmann incluyó a Evans en la lista provisional de 30 jugadores que representarían a Estados Unidos en la Copa Mundial de Fútbol de 2014. No obstante, Evans, junto con otros seis jugadores, no fue incluido en la lista final de 23 futbolistas.

### Participaciones en Copas de Oro
| Torneo                          | Sede                   | Resultado        |
| ------------------------------- | ---------------------- | ---------------- |
| Copa de Oro de la Concacaf 2015 | Estados Unidos/ Canadá | Cuartos de final |

## Palmarés

### Campeonatos nacionales
| Título                   | Club                | País           | Año  |
| ------------------------ | ------------------- | -------------- | ---- |
| MLS Cup                  | Columbus Crew       | Estados Unidos | 2008 |
| Lamar Hunt U.S. Open Cup | Seattle Sounders FC | Estados Unidos | 2009 |
| Lamar Hunt U.S. Open Cup | Seattle Sounders FC | Estados Unidos | 2010 |
| Lamar Hunt U.S. Open Cup | Seattle Sounders FC | Estados Unidos | 2011 |
| Lamar Hunt U.S. Open Cup | Seattle Sounders FC | Estados Unidos | 2014 |
| Supporter's Shield       | Seattle Sounders FC | Estados Unidos | 2014 |